# Kollerhammer
Kollerhammer ist ein Gemeindeteil der Stadt Helmbrechts im Landkreis Hof (Oberfranken, Bayern). Kollerhammer liegt in der Gemarkung Helmbrechts.

## Geografie
Das Dorf liegt im Tal des Lehstenbaches, eines linken Zuflusses der Selbitz. Die Staatsstraße 2194 führt nach Einzigenhöfen (1,6 km nordwestlich) bzw. nach Kleinschwarzenbach (1,1 km südöstlich). Ein Anliegerweg führt nach Hopfenmühle (0,4 km nördlich).

## Geschichte
Der Ort gehörte einst zum Vogteiamt Helmbrechts, das ein Verwaltungsdistrikt des Markgraftums Brandenburg-Bayreuth war. Der Ortsname rührt daher, dass den Gebrüdern Jakob und Hans die Kolder im 16. Jahrhundert ein Hammerwerk in Kollerhammer gehört hatte.
Kollerhammer gehörte zur Realgemeinde Helmbrechts. Gegen Ende des 18. Jahrhunderts bestand Kollerhammer aus drei Anwesen (1 Viertelhof, 2 Dreiachtelhöfe). Die Hochgerichtsbarkeit  stand dem bayreuthischen Stadtvogteiamt Helmbrechts zu. Die Hofkanzlei Bayreuth war Grundherr sämtlicher Anwesen.
Von 1797 bis 1810 unterstand Kollerhammer dem Justiz- und Kammeramt Münchberg. Infolge des Ersten Gemeindeedikts wurde Kollerhammer dem 1812 gebildeten Steuerdistrikt Helmbrechts und der zugleich entstandenen Munizipalgemeinde Helmbrechts zugewiesen. Im Zuge der Gebietsreform in Bayern wurde Kollerhammer-Kleinschwarzenbach am 1. Juli 1972 nach Helmbrechts eingemeindet und mit Kollerhammer-Helmbrechts vereinigt.

### Einwohnerentwicklung
| Jahr      | 1812  | 1819   | 1861   | 1871   | 1885   | 1900   | 1925   | 1950   | 1961   | 1970   | 1987  |
| Einwohner | 19    | *      | 21     | 40     | 39     | 27     | 43     | 55     | 58     | 49     | 47    |
| Häuser    | 3     |        |        |        | 3      | 3      | 5      | 6      | 8      |        | 13    |
| Quelle    | [ 7 ] | [ 10 ] | [ 11 ] | [ 12 ] | [ 13 ] | [ 14 ] | [ 15 ] | [ 16 ] | [ 17 ] | [ 18 ] | [ 1 ] |

## Religion
Kollerhammer ist evangelisch-lutherisch geprägt und bis heute nach St. Johannes der Täufer (Helmbrechts) gepfarrt.